# 加藤諦三
加藤諦三（かとう たいぞう，Taizo Kato，1938年1月26日-），日本社會學者與作家、名譽教授，出生於日本東京都。他出版大量勵志性書籍，具有相當程度的影響力，大部分著作被歸類在大眾心理學。

## 生平
他畢業於東京都立西高等學校、東京大學教養學部，東京大學院社會學研究科博士課程結業。他曾任美國哈佛大學研究員、早稻田大學理工學部名譽教授、日本精神衛生學會理事。

## 著作
- 《強者．弱者：不要選擇使自己不舒服的生活方式》，陳康健翻譯，1992年，台北：新雨。[1]

- 《找到自己：選擇自己適意的生活方式》，陳康健翻譯，1996年，台北：新苗文化。[2]

- 《寂寞殺手：了解自己．活得自在》，陳康健翻譯，1998年，台北：新苗文化。[3]

- 《做個真正成熟的人》，聞薇薇翻譯，1996年，台北：世茂。
- 《做個真正自信的人：現代人透視自我的寶典》，王怡人翻譯，1997年，台北：世茂。
- 《你在大學學些什麼？》，李文靖翻譯，1998年，台北：國際村文庫出版。
- 《你在青春學些什麼？》，李文靖翻譯，2002年，台北：國際村文庫出版。
- 《別跟豬比懶—積極行動讓你與眾不同》，沈永嘉翻譯，2000年，台北：世茂。
- 《你累了嗎？》，陳美瑛翻譯，2006年，台北：商周。
- 《人生的悲劇從當個乖孩子開始》，巫文嘉翻譯，2017年，台北：遠流